# عبد القادر الحاج علي
عبد القادر الحاج علي (بالفرنسية: Abdelkader Hadj Ali)‏ (1883 - 1957)، هو سياسي جزائري مناضل في الحزب الشيوعي الفرنسي ومن مؤسسي نجم شمال أفريقيا.

## تاريخ
ولد يوم 23 ديسمبر 1883 ببلدة سيدي سعادة بولاية غليزان، وهو رجل
ينتمي لعائلة من ملاك الأراضي وتعتبر من الناحية المادية أقرب للطبقة البورجوازية. وككل الجزائريين لم يكمل دراسته بسبب سياسة الإقصاء المنتهجة من المحتل وتوقف عن الدراسة في سن 14 سنة. وتوجه لمدينة معسكر للعمل بها وتزوج للمرة الأولى بنفس المدينة وفي سنة 1905 غادر لفرنسا وقبل الحرب العالمية الأولى توجه لفرنسا وعمل كتاجر متنقل.

## الإنخراط في الحياة السياسية
يعد عبد القادر الحاج علي رائد الشيوعية في الجزائر وذلك لإنضمامه للحزب الشيوعي 1920 في فرنسا المناهض للأمبريالية .
ويعد الحدث الأهم التقائه بالأمير خالد سنة 1924 بغية تأسيس هيئة للدفاع عن المطالب العمالية للمهاجرين الجزائرين والمغاربة. وتحقق ذلك وكانت القيادة للثنائي عبد القادر الحاج علي مشاركة مع التونسي خير الدين الشاذلي نجم شمال إفريقيا كفرع للحزب الشيوعي الفرنسي و.ونظم بدوره مؤتمر سنة 1924 الذي حضره أكثر من 150 مندوب ومن أهم توصياته حرية الصحافة وإلغاء القوانين الأهلية.
وفي سنة 1925 إتفق كل من علي الحاج عبد القادر- أحمد بغلول - مصالي الحاج على تشكيل حزب للدفاع عن مصالح العمال ألأفارقة .

## تأسيس حزب نجم شمال إفريقيا
توج مسار الوطنيين بإنشاء حزب نجم شمال إفريقيا سنة 1926 بتوجه شيوعي .وبانسحاب تونس والمغرب أصبح الحزب جزائريا وترأس الحزب لأول مرة عبد القادر الحاج علي وسلم القيادة من بعد لمصالي الحاج الذي سيكون له مستقبل بإحداث ثورة على الحزب الأم في فرنسا الذي أعلن عليه حملة دعائية لتشوهيه . وحل الحزب من فرنسا قضائيا 29 نوفبر 1929 .

## وفاته
بعد عطاء سياسي جبار فاق كل التوقعات أصيب المناضل بمرض رئوي خطير الذي أدخل للمستشفى سنة 1947  إلى أن توفي سنة 1949
أما بنجامين سطورا يقول انه توفي سنة 1957